# جون كوسيت
جون كوسيت (بالإنجليزية: John Cossette)‏ هو منتج تلفزيوني ومخرج أمريكي، ولد في 22 فبراير 1957 في لوس أنجلوس في الولايات المتحدة، وتوفي في 26 أبريل 2011 في ماليبو في الولايات المتحدة.

## وصلات خارجية
- جون كوسيت على موقع IMDb (الإنجليزية)
- جون كوسيت على موقع قاعدة بيانات الفيلم (الإنجليزية)